# Казале-суль-Силе
Казале-суль-Силе (итал. Casale sul Sile) — коммуна в Италии, располагается в провинции Тревизо области Венеция.
Население составляет 9452 человека, плотность населения составляет 364 чел./км². Занимает площадь 26 км². Почтовый индекс — 31032. Телефонный код — 0422.